# Fairstead (Essex)
 (avril 2023).
Fairstead est un village et une paroisse civile de l'Essex, en Angleterre.